# Zele (gemeente)
Zele is een gemeente in de Belgische provincie Oost-Vlaanderen. Zele ligt aan de autoweg E17 en tussen de waterlopen Schelde en Durme, en de twee steden Lokeren en Dendermonde. De gemeente telt ruim 21.000 inwoners die Zelenaars worden genoemd.

## Toponymie
De naam van de gemeente zou komen van het toponiem sel(e). Dit verwijst naar het Oudgermaanse woord sala: een gebouw, woning, nederzetting of beschutting. Dit verklaart ook waarom de naam van de gemeente in veel andere plaatsnamen voorkomt. Voorbeelden hiervan in België zijn: Dadizele, Herzele, Marenzele, Oosterzele en Vollezele.

## Geschiedenis
De vroegste archeologische bewijzen van bewoning op het huidige Zeelse grondgebied dateren uit de late bronstijd, tussen 1100 en 800 voor Christus. Latere vondsten dateren uit de periode van het Romeinse Keizerrijk.

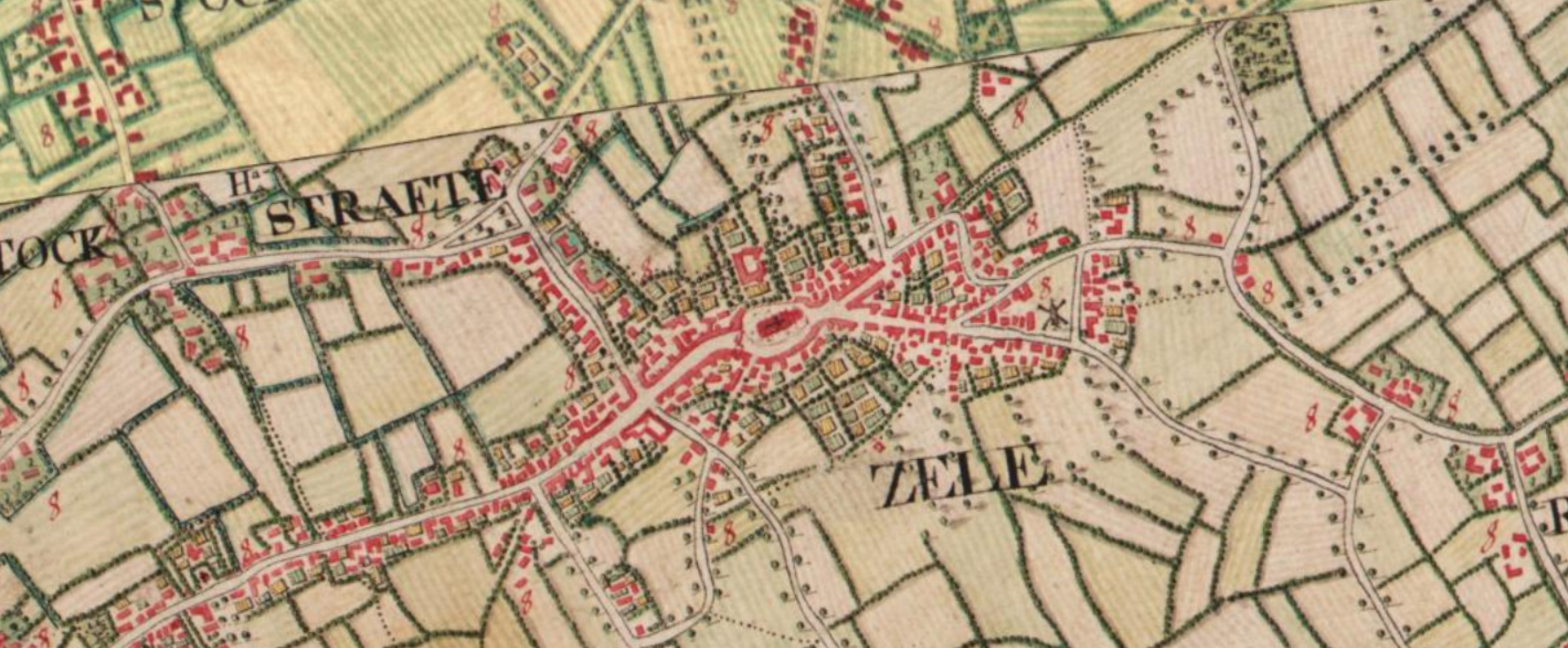
Zele in 1777 op de Ferrariskaart

Zele was eigendom van Karel de Grote, en werd circa 800 voor het eerst vermeld toen hij het grondgebied schonk aan de abdij van Werden in Duitsland, gesticht door Sint-Ludgerus. De monniken bouwden vóór 1141 een proosdij in Zele die volgens de legende in 1452 afbrandde, samen met het kasteel, de molen en de helft van Zele. Het dorp functioneerde vooral als een klein handelscentrum tussen Dendermonde en Lokeren. Later werden een reeks straten tussen Lokeren, Zele en Dendermonde met elkaar verbonden, waardoor een verbindingsweg ontstond en er makkelijker aan handel kon gedaan worden tussen het dorp en de twee steden. Deze weg liep ook dwars door het centrum langs de Markt van Zele. Op deze baan kwam ook de Gentse Steenweg uit. Grote delen van deze voormalige verbindingsweg vormen nu de N47 in Zele.
In 1699-1704 werd de huidige, barokke Sint-Ludgeruskerk gebouwd.

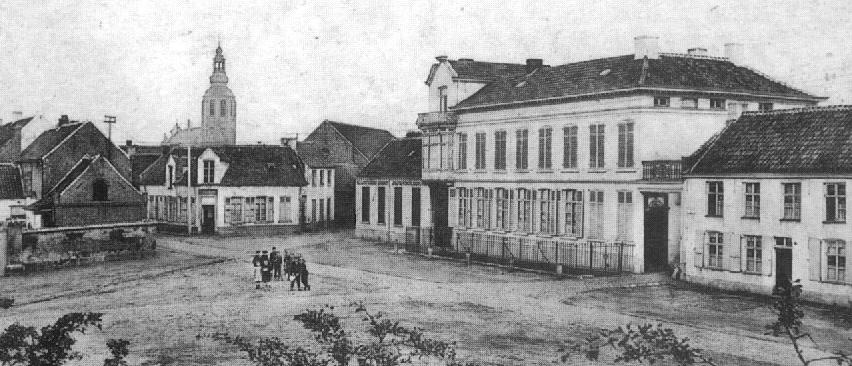

Zele was in de vorige eeuwen een textielcentrum voor vlas (tot het begin van de 20e eeuw) en voor jute (20e eeuw). Een overblijfsel van deze textielindustrie zijn de spotnamen Kloddezakken of Kloddelopers die aan de Zelenaars gegeven worden, naar het afvalproduct van vlas, dat in balen wordt geperst. Zele was dan een gemeente zoals vele andere in Oost-Vlaanderen met vele cafés, brouwerijen, een distilleerderij, ongeveer 12 molens, en veel landbouwgrond. Op het einde van de 19e eeuw behoorde Zele, samen met buurgemeente Hamme, tot de meest verpauperde van Vlaanderen. Dit hield verband met de misstanden in de plaatselijke nijverheid, die werden toegedekt door de burgerlijke en religieuze overheden. In het bekende A travers la Flandre (Door Arm Vlaanderen) (1901) van de socialist August De Winne wordt over deze uitbuiting gerapporteerd. Verschillende aangrijpende foto's uit het boek werden in Zele genomen.
In de jaren 1960 werd een bedrijvencentrum opgericht voor onder meer glasvezelvervaardiging, metaalnijverheid en drukkerijen.

## Geografie
Zele ligt op een kleine heuvel tussen twee valleien, de Durmevallei en Scheldevallei. Het centrum van de gemeente ligt ongeveer 9 meter boven het zeeniveau, wat 4,8 meter hoger is dan de gemiddelde hoogte in de rest van de gemeente.

### Aangrenzende gemeenten
Zele grenst aan drie gemeentes (Waasmunster, Hamme en Berlare) en twee steden (Dendermonde en Lokeren).
In het noorden bepalen de Durme en de E17 autosnelweg de grens, en in het zuiden de Schelde en een afgesneden meander van de Schelde.
| Aangrenzende gemeenten | Aangrenzende gemeenten | Aangrenzende gemeenten | Aangrenzende gemeenten | Aangrenzende gemeenten |
| ---------------------- | ---------------------- | ---------------------- | ---------------------- | ---------------------- |
| Lokeren                |                        | Waasmunster            |                        |                        |
|                        |                        |                        |                        | Hamme                  |
|                        |                        |                        |                        |                        |
|                        |                        |                        |                        |                        |
| Berlare                |                        |                        |                        | Dendermonde            |

### Kernen
De gemeente Zele heeft geen deelgemeenten. Binnen de gemeentegrenzen liggen, naast het centrum, wel nog een aantal kleinere kernen, gehuchten en wijken.
De gemeente telt vier grote buitenwijken met eigen parochies:
| Naam     | Parochie      |
| -------- | ------------- |
| Avermaat | Sint-Ludgerus |
| Durmen   | Sint-Jozef    |
| Heikant  | Sint-Antonius |
| Huivelde | Sint-Jozef    |

De wijk Kouter heeft ook zijn eigen parochie, gewijd aan Onze-Lieve-Vrouw van 7 Weeën.
Andere kleine wijken of gehuchten in de gemeente zijn Bookhamer, Burgemeester Van Ackerwijk, Dijk, Dries, Elst, Hoek, Kamershoek, Langevelde, Meerskant, Mespelaar, Rinkhout, de Schrijverswijk, Stokstraat, de Tuinwijk, Veldeken, Wezepoel en de Zandberg.

## Bezienswaardigheden

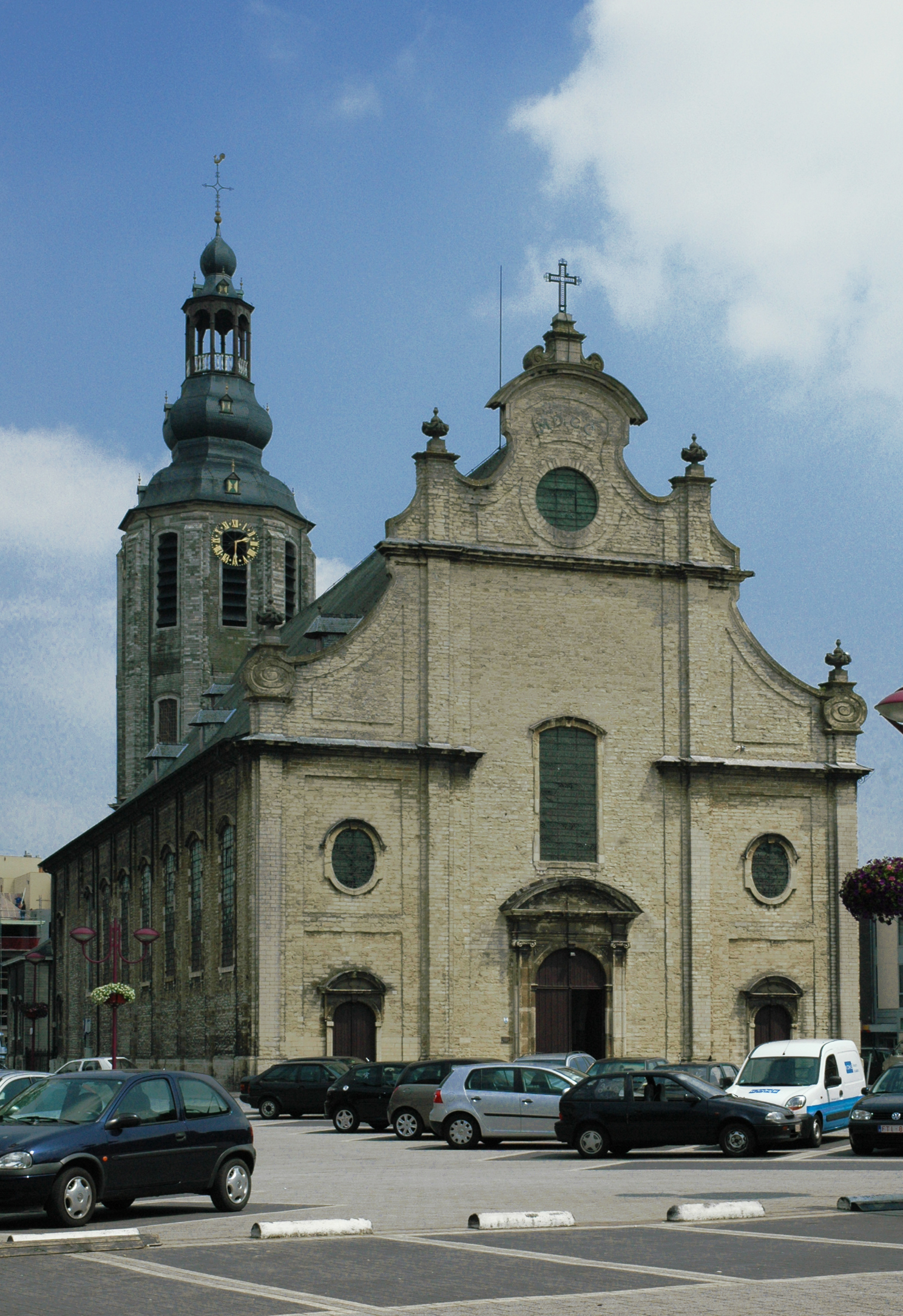
De barokke Sint-Ludgeruskerk in Zele-centrum

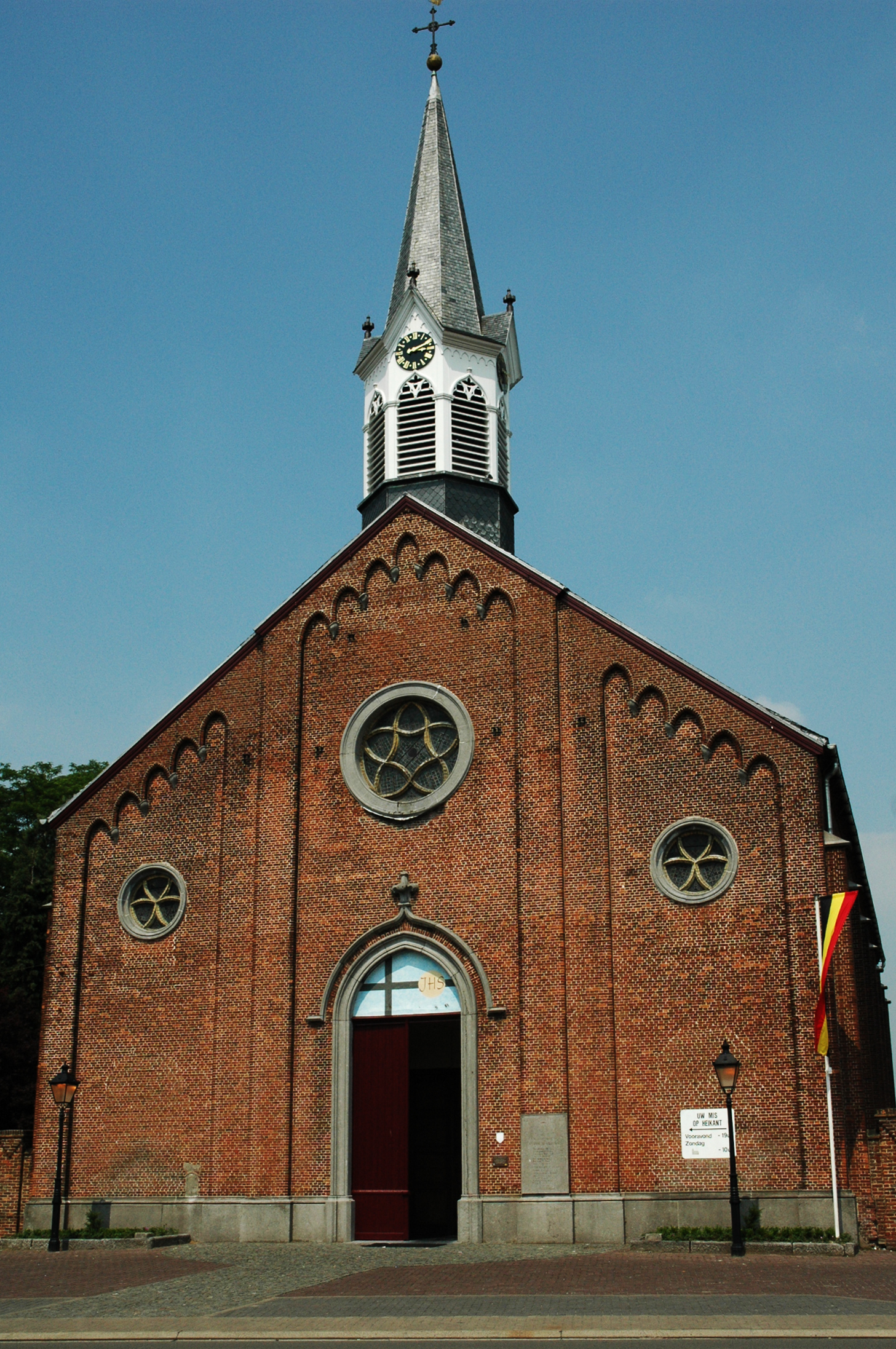
Sint-Jozef en Sint-Antonius van Paduakerk te Heikant

- De barokke Sint-Ludgeruskerk werd gebouwd in 1699-1704 en is geklasseerd. De achthoekige kerktoren, die pas in 1718 voltooid was, is een 59 meter hoge nogal massieve toren die ooit de bijnaam "de wachter van de Schelde" heeft gekregen in een Vlaams boek en "het pronckstuk van den Lande van Dendermonde". De augustijn Jan Vrijeels was de bouwmeester.
- Het Oorlogsmonument in brons en arduin, met een stervende soldaat door beeldhouwer Aloïs De Beule
- De begraafplaats Zele-Centrum met verschillende monumentale praalgraven van oa. steenhouwer Ernest Salu
- De Onze-Lieve-Vrouwekerk in de wijk Avermaat
- De Sint-Jozef en Sint-Antonius van Paduakerk in de wijk Heikant
- De Sint-Jozefkerk in de wijk Huivelde
- De Onze-Lieve-Vrouw van Zeven Weeënkerk in de wijk Kouter
- De Heilig Hartkerk in de wijk Durmen
- De Onze-Lieve-Vrouw Hulp-der-Christenenkapel
- De Onze-Lieve-Vrouw van den Tuimelaarkapel
- De Kouterkapel aan de Kouterstraat
- De Kapelhof aan de Kouterstraat
- Het Kasteel Hof ten Goede aan de Lokerenbaan
- De Woning Haegens aan de Stationsstraat
- De Doginnemolen

## Natuur en landschap
Zele ligt ten noorden van de Schelde op een hoogte van 5-6 meter.

## Demografische ontwikkeling
Alle historische gegevens hebben betrekking op de huidige gemeente, inclusief deelgemeenten, zoals ontstaan na de fusie van 1 januari 1977.
- Bronnen:NIS, Opm:1831 tot en met 1981=volkstellingen; 1990 en later= inwonertal op 1 januari

| Inwoners van jaar tot jaar op 1 januari 1992 tot heden | Inwoners van jaar tot jaar op 1 januari 1992 tot heden | Inwoners van jaar tot jaar op 1 januari 1992 tot heden |
| jaar                                                   | Aantal                                                 | Evolutie: 1992=index 100                               |
| ------------------------------------------------------ | ------------------------------------------------------ | ------------------------------------------------------ |
| 1992                                                   | 20.135                                                 | 100,0                                                  |
| 1993                                                   | 20.230                                                 | 100,5                                                  |
| 1994                                                   | 20.360                                                 | 101,1                                                  |
| 1995                                                   | 20.405                                                 | 101,3                                                  |
| 1996                                                   | 20.442                                                 | 101,5                                                  |
| 1997                                                   | 20.453                                                 | 101,6                                                  |
| 1998                                                   | 20.442                                                 | 101,5                                                  |
| 1999                                                   | 20.406                                                 | 101,3                                                  |
| 2000                                                   | 20.394                                                 | 101,3                                                  |
| 2001                                                   | 20.348                                                 | 101,1                                                  |
| 2002                                                   | 20.357                                                 | 101,1                                                  |
| 2003                                                   | 20.319                                                 | 100,9                                                  |
| 2004                                                   | 20.247                                                 | 100,6                                                  |
| 2005                                                   | 20.284                                                 | 100,7                                                  |
| 2006                                                   | 20.371                                                 | 101,2                                                  |
| 2007                                                   | 20.444                                                 | 101,5                                                  |
| 2008                                                   | 20.453                                                 | 101,6                                                  |
| 2009                                                   | 20.579                                                 | 102,2                                                  |
| 2010                                                   | 20.544                                                 | 102,0                                                  |
| 2011                                                   | 20.763                                                 | 103,1                                                  |
| 2012                                                   | 20.762                                                 | 103,1                                                  |
| 2013                                                   | 20.744                                                 | 103,0                                                  |
| 2014                                                   | 20.713                                                 | 102,9                                                  |
| 2015                                                   | 20.848                                                 | 103,5                                                  |
| 2016                                                   | 20.785                                                 | 103,2                                                  |
| 2017                                                   | 20.916                                                 | 103,9                                                  |
| 2018                                                   | 20.976                                                 | 104,2                                                  |
| 2019                                                   | 21.125                                                 | 104,9                                                  |
| 2020                                                   | 21.338                                                 | 106,0                                                  |
| 2021                                                   | 21.333                                                 | 105,9                                                  |
| 2022                                                   | 21.349                                                 | 106,0                                                  |
| 2023                                                   | 21.374                                                 | 106,2                                                  |
| 2024                                                   | 21.501                                                 | 106,8                                                  |
| 2025                                                   | 21.521                                                 | 106,9                                                  |

## Politiek

### Gemeenteraad
Bij de gemeenteraadsverkiezingen van 1976 behaalde de CVP nog 34%; bij de gemeenteraadsverkiezingen in 2006 was dat voor de CD&V-N-VA teruggevallen tot 23%. De liberale partij behaalde in 1976 17% (PVV) en 37,5% in 2004 (VLD). De socialistische partij BSP behaalde in 1976 13%, bij de gemeenteraadsverkiezingen van 2006 slechts 5,9% (sp.a). De met de Volksunie gelieerde plaatselijke partij Zeelse Belangen behaalde in 1976 37% van de stemmen. In 2006 behaalde het Vlaams Belang 15,5% van de stemmen. Bij de gemeenteraadsverkiezingen van 2006 behaalde de VLD 12 zetels (+ 4 in vergelijking met 2000), de CD&V/N-VA kreeg 7 zetels (tegenover 8 voor de CVP in 2000), het Vlaams Belang 4 (in 2000 waren er 3 voor Vlaams Blok), de plaatselijke partij Lijst M.A.S.S.A.R.T behaalde 2 zetels, de Zeelse Democratische Belangen (nog 6 zetels in 2000) en de sp.a (2 zetels in 2000) strandden allebei op 1 zetel in 2006.

### Burgemeesters

#### 2007-2012
Onder burgemeester Patrick Poppe (Open Vld) was er een coalitie tussen VLD en de 2 plaatselijke formaties Lijst M.A.S.S.A.R.T en "Zeelse Democratische Belangen".

#### 2013-2018
Burgemeester blijft Patrick Poppe. Hij leidt een coalitie bestaande uit Open Vld, Lijst MASSART, ZDB en sp.a-Groen. Samen vormen ze de meerderheid met 14 op 27 zetels.

#### 2019-2024
In 2019 behaalde CD&V een grote overwinning. De partij mocht dan ook de burgemeester leveren. Hans Knop leidt een coalitie bestaande uit CD&V en Leefbaarder Zele. Schepenen zijn Jos Withofs (CD&V), Francis De Donder (Leefbaarder Zele), Tineke Lootens (CD&V), Pieter Herwege (CD&V), Thomas Bauwens (CD&V), Johan Anthuenis (CD&V).
Op 27 april 2022 werd schepen De Donder (leefbaarder Zele) uit de coalitie gezet nadat hij samen met de oppositie tegen het geplande Zeelse mobiliteitsplan heeft gestemd.
Sinds 2 juni 2022 was er een nieuwe coalitie(°°) bestaande uit cd&v, één verkozene van Vooruit, en een onafhankelijk raadslid.

#### 2024-2030
Hans Knop (CD&V) bleef burgemeester van Zele en vormde een coalitie met het liberale Zele#Anders en Vooruit. De drie partijen vormen een meerderheid van 17 op 27 zetels.

### Resultaten gemeenteraadsverkiezingen sinds 1976
| Partij of kartel     | Partij of kartel                                 | 10-10-1976 | 10-10-1976 | 10-10-1982 | 10-10-1982 | 9-10-1988 | 9-10-1988 | 9-10-1994 | 9-10-1994 | 8-10-2000 | 8-10-2000 | 8-10-2006 | 8-10-2006 | 14-10-2012 | 14-10-2012 | 14-10-2018 | 14-10-2018 | 13-10-2024 | 13-10-2024 |
| Stemmen / Zetels     | Stemmen / Zetels                                 | %          | 25         | %          | 25         | %         | 25        | %         | 25        | %         | 27        | %         | 27        | %          | 27         | %          | 27         | %          | 27         |
| -------------------- | ------------------------------------------------ | ---------- | ---------- | ---------- | ---------- | --------- | --------- | --------- | --------- | --------- | --------- | --------- | --------- | ---------- | ---------- | ---------- | ---------- | ---------- | ---------- |
|                      | Agalev1/ sp.a-GroenA                             | -          |            | -          |            | -         |           | 5,051     | 0         | 4,551     | 0         | -         |           | 7,76A      | 1          | -          |            | -          |            |
|                      | SP1/ sp.a2/ sp.a-GroenA/ Vooruit3                | 12,661     | 2          | 12,881     | 3          | 16,721    | 4         | 10,231    | 2         | 8,381     | 2         | 5,912     | 1         | 7,76A      | 1          | 8,92       | 2(°°)      | 6,33       | 1          |
|                      | PVV1/ VLD2/ Open Vld3/ Zele#Anders4              | 16,531     | 4          | 12,731     | 2          | 13,821    | 3         | 25,52     | 7         | 27,282    | 8         | 37,492    | 12        | 29,393     | 9          | 20,03      | 6          | 14,44      | 4          |
|                      | CVP1/ CD&V+N-VAB/ CD&V2                          | 33,741     | 9          | 33,521     | 9          | 25,621    | 6         | 26,511    | 7         | 25,421    | 8         | 23,50B    | 7         | 24,532     | 8          | 33,82      | 12         | 33,22      | 11         |
|                      | CD&V+N-VAB/ N-VA1/ N-VA-Zele VlakafC             | -          |            | -          |            | -         |           | -         |           | -         |           | 23,50B    | 7         | 14,041     | 4          | 14,7C      | 4          | 12,61      | 3          |
|                      | Lijst Massart1/ N-VA-Zele VlakafC                | -          |            | -          |            | -         |           | -         |           | -         |           | 10,081    | 2         | 10,491     | 2          | 14,7C      | 4          | -          |            |
|                      | Vlaams Blok1/ Vlaams Belang2                     | -          |            | -          |            | -         |           | -         |           | 13,071    | 3         | 15,452    | 4         | -          |            | -          |            | 10,82      | 2          |
|                      | Leefbaarder Zele                                 | -          |            | -          |            | -         |           | -         |           | -         |           | -         |           | -          |            | 10,7       | 3(°)       | 11,7       | 3          |
|                      | Lokaal Alternatief                               | -          |            | -          |            | -         |           | -         |           | -         |           | -         |           | -          |            | -          | -          | 10,9       | 3          |
|                      | Zeelse Belangen1/ Zeelse Democratische Belangen2 | 37,061     | 10         | 38,251     | 11         | 43,831    | 12        | 32,721    | 9         | 21,31     | 6         | 7,572     | 1         | 8,372      | 2          | 5,12       | 0          | -          |            |
|                      | Vlaams Beleid-Zele                               | -          |            | -          |            | -         |           | -         |           | -         |           | -         |           | 5,43       | 1          | 5,1        | 0          | -          |            |
| Anderen(*)           | Anderen(*)                                       | -          |            | 2,61       | 0          | -         |           | -         |           | -         |           | -         |           | -          |            | 1,7        | 0          | -          |            |
| Totaal stemmen       | Totaal stemmen                                   | 12821      | 12821      | 13373      | 13373      | 13803     | 13803     | 14117     | 14117     | 14197     | 14197     | 14745     | 14745     | 14260      | 14260      | 14429      | 14429      |            |            |
| Opkomst %            | Opkomst %                                        |            |            |            |            | 95,36     | 95,36     | 94,81     | 94,81     | 94,19     | 94,19     | 95,8      | 95,8      | 92,16      | 92,16      | 93,1       | 93,1       |            |            |
| Blanco en ongeldig % | Blanco en ongeldig %                             | 3,06       | 3,06       | 5,04       | 5,04       | 5,51      | 5,51      | 5,23      | 5,23      | 3,83      | 3,83      | 3,58      | 3,58      | 2,44       | 2,44       | 3,5        | 3,5        |            |            |

De rode cijfers naast de gegevens duiden aan onder welke naam de partijen bij elke verkiezing opkwamen.

De zetels van de gevormde coalitie staan vetjes afgedrukt. De grootste partij is in kleur.

(*) 1982: ZA (2,61%) / 2018: BUB Zele (0,9%), VMC (0,8%)

### Kanton Zele
De gemeente Zele is de hoofdplaats van het gelijknamige kanton, dat ook de gemeente Berlare omvat. 

#### Verkiezingsuitslagen in% voor deKamerin het kanton Zele
| Gezindte      | 1925 | 1936 | 1946 | 1954 | 1965 | 1974 | 1985 | 1995 | 2007 | 2010 |
| ------------- | ---- | ---- | ---- | ---- | ---- | ---- | ---- | ---- | ---- | ---- |
| Katholieken   | 55,0 | 45,0 | 58,5 | 52,5 | 47,0 | 39,6 | 40,2 | 33,1 | 29,7 | 17,1 |
| Socialisten   | 24,7 | 25,7 | 25,5 | 25,8 | 23,3 | 18,5 | 18,5 | 13,4 | 10,6 | 11,0 |
| Liberalen     | 18,9 | 16,7 | 12,9 | 19,0 | 19,6 | 19,2 | 22,4 | 25,6 | 30,8 | 20,9 |
| Nationalisten | 1,5  | 7,5  | -    | 2,1  | 9,5  | 22,1 | 12,6 | 6,5  | -    | 29,0 |
| Rex           | -    | 4,1  | -    | -    | -    | -    | -    | -    | -    | -    |
| Vlaams Belang | -    | -    | -    | -    | -    | -    | 1,7  | 13,4 | 18,6 | 13,9 |
| Groenen       | -    | -    | -    | -    | -    | -    | 3,7  | 4,6  | 4,0  | 3,9  |
| Communisten   | -    | 1,0  | 3,2  | 0,6  | 0,6  | 0,6  | 0,8  | 0,3  | 0,8  | 0,8  |

Katholieken: Katholieke Partij, CVP, CD&V
Nationalisten: Frontpartij, VNV, VU, N-VA
Communisten: KPB, PVDA, SAP

## Verkeer en vervoer

### Wegennet

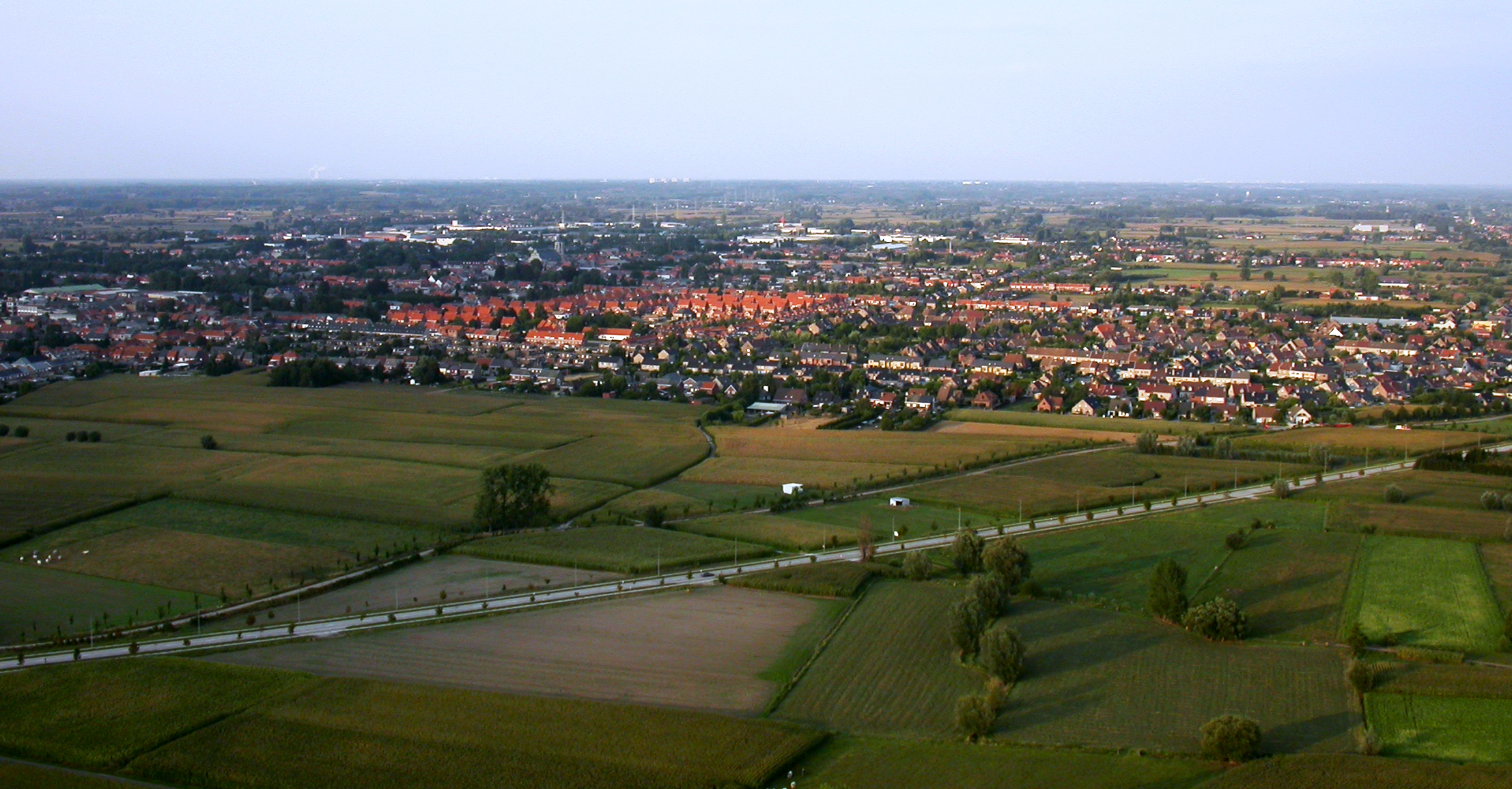
Luchtfoto van Zele (2003) met de N445 in de voorgrond

Ten noorden van het centrum, op de grens met Lokeren, ligt de E17 die Zele met Antwerpen en Gent verbindt. De N445 die ten zuiden van het centrum ligt, wordt gezien als een halve ringweg van de gemeente. Door Zele loopt ook de N47 die dient als de verbindingsweg tussen Dendermonde en Lokeren.
De belangrijkste wegen in en rond Zele zijn:
- : richting Antwerpen en richting Gent / Rijsel
- : richting Lokeren en Dendermonde / Brussel; sluit aan met ; aansluiting met
- N445: richting Gent; sluit aan met ; N70a en N424

### Openbaar vervoer

#### Trein

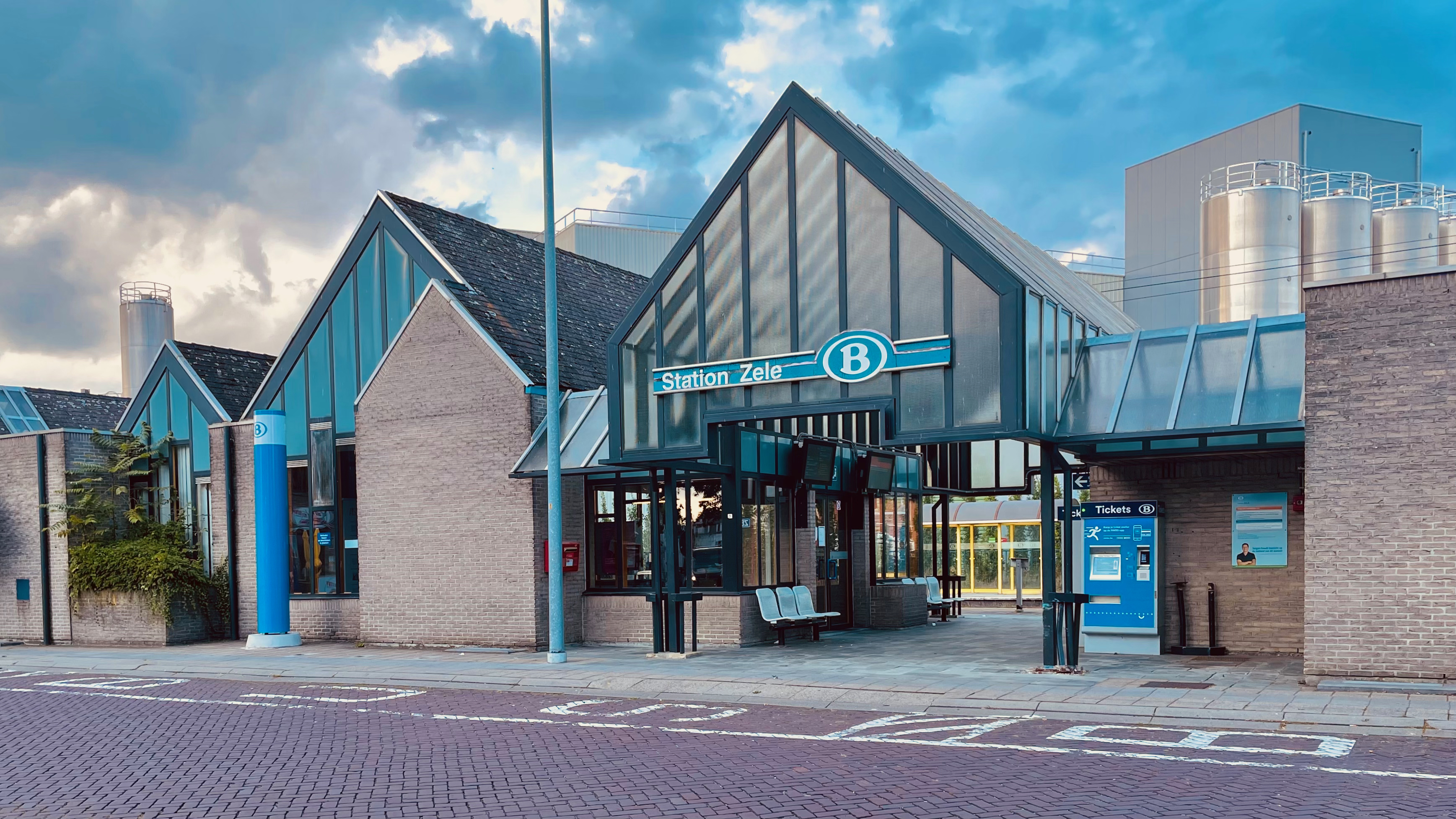
Station van Zele

Zele telt één station op haar grondgebied, station Zele. Het ligt aan spoorlijn 57 (Aalst- Lokeren). Vanuit het station zijn rechtstreekse verbindingen mogelijk naar Brussel, Dendermonde, Lokeren en Sint-Niklaas.
Dit zijn alle huidige en voormalige (cursief) treinstations op het grondgebied Zele:
- Station Huivelde
- Station Zele

#### Bus
In Zele komen vooral bussen uit Dendermonde, Gent en Lokeren samen. Zele Markt, nabij de Sint-Ludgeruskerk en Zele Station zijn de belangrijkste bushaltes in de gemeente.

### Fiets
Door Zele loopt één fietssnelweg, de F413. Het verbindt de gemeente met Dendermonde en Lokeren, met de fiets.

## Nabijgelegen kernen
Heikant, Lokeren, Durmen, Huivelde, Overmere, Dendermonde